# Miss Dirty Martini
Miss Dirty Martini, née Linda Marraccini dans le New Jersey aux États-Unis, est une danseuse et actrice américaine de cabaret New burlesque et de cinéma.

## Biographie
Linda Marraccini est née et a grandi dans la région de New York où sa mère est chanteuse d'opéra. Elle a suivi des cours de danse depuis son enfance et est diplômée dans cette discipline de l'université d'État de New York (SUNY) à Purchase. Elle essaie à partir de 1993 de donner des cours de danse classique à New York mais fait face à des difficultés pour trouver un emploi. Elle décide alors de se produire, sous le nom de scène de Miss Dirty Martini, dans le mouvement de cabaret New burlesque dont elle devient l'une des artistes les plus connues au début des années 2000 et reçoit le titre de Miss Exotic World en 2004, après avoir été finaliste l'année précédente, et avoir reçu le prix Sally-Rand en 2001. Elle travaille ensuite avec Murray Hill pour le spectacle Red Tide Blooming et joue avec Julie Atlas Muz et Penny Arcade dans Bad Reputation et New York Values. Elle collabore également avec Margaret Cho en 2007 dans The Sensuous Woman.
Kitty Hartl, programmatrice du Lieu unique de Nantes la produit en France avec Kitten on the Keys, Mimi Le Meaux, et Roki Roulette en 2004. C'est à cette occasion que l'acteur et réalisateur Mathieu Amalric les découvre et décide d'utiliser leurs numéros et personnages comme la trame central de son film Tournée dont il cherche depuis plusieurs années un élément essentiel pour retranscrire l'univers de la nouvelle L'Envers du music-hall de Colette qui lui a servi de base pour le scénario initial,.
À la suite du succès de Tournée et au regain d'intérêt pour le New burlesque, elle réalise des séries de spectacles en France et en Europe avec l'ensemble de la troupe du film mais également en solo en Italie où elle s'est produite durant plusieurs jours en novembre 2010 au Teatro Olimpico de Rome. Elle fut également photographiée par Karl Lagerfeld pour la marque Chanel dans V Magazine.
Après trois ans de tournée en France avec leur spectacle, la directrice artistique Kitty Hartl fait appel à l'automne 2013 au plasticien français Pierrick Sorin pour y intégrer de nouvelles créations visuelles.

## Filmographie
- 2004 : The Velvet Hammer Burlesque (documentaire) d'Augusta – Miss Dirty Martini
- 2006 : Shortbus de John Cameron Mitchell – Miss Dirty Martini
- 2006 : Night of the Living Gay (court-métrage) de Lola Rock'N'Rolla
- 2010 : The Battle of Pussy Willow Creek de Wendy Jo Cohen – La collègue de Sheba
- 2010 : Tournée de Mathieu Amalric – Miss Dirty Martini
- 2012 : Juliette (court-métrage) de Maud Lazzerini – Miss Dirty Martini